# Тёрнер, Джастин
Джастин Мэттью Тёрнер (англ. Justin Matthew Turner; 23 ноября 1984, Лонг-Бич, Калифорния) — американский бейсболист, игрок третьей базы клуба Главной лиги бейсбола «Бостон Ред Сокс». Победитель Мировой серии 2020 года в составе «Лос-Анджелес Доджерс». Участник Матча всех звёзд лиги в 2017 и 2021 годах. Самый ценный игрок Чемпионской серии Национальной лиги 2017 года. Обладатель награды Роберто Клементе 2022 года. На студенческом уровне выступал за команду университета штата Калифорния в Фуллертоне, победитель студенческой Мировой серии 2004 года.

## Биография

### Ранние годы
Джастин Тернер родился в Лонг-Биче в семье Джона и Бетси Тёрнер. У него есть младшая сестра Джиллиан. Учился в старшей школе Мэйфейр в Лейквуде. Во время выступлений за школьную команду трижды включался в сборную звёзд турнира. После окончания школы поступил в университет штата Калифорния в Фуллертоне, изучал кинезиологию, играл за студенческую команду. В 2004 году в составе «Кэл Стейт Фуллертон Тайтенс» стал победителем студенческой Мировой серии.
На драфте 2005 года Тернер был выбран «Нью-Йорк Янкис» в 29 раунде под общим 889 номером. Подписывать контракт с командой он не стал и на следующий год повторно был задрафтован «Цинциннати Редс». В системе фарм-клубов «Редс» он выступал с 2006 по 2008 год за «Биллингс Мустангс», «Сарасоту Редс», «Дейтон Дрэгонз» и «Чаттанугу Лукаутс». В декабре 2008 год Тернер был обменян в «Балтимор Ориолс» как часть компенсации за переход кэтчера Рамона Эрнандеса.

### Главная лига бейсбола
В составе «Ориолс» Тернер дебютировал в сентябре 2009 года. Закрепиться в составе ему не удалось и за два сезона в «Балтиморе» он сыграл всего в 17 матчах. В начале сезона 2010 года его выставили на драфт отказов, после чего он перешёл в «Нью-Йорк Метс». После подписания контракта он начал выступления в AAA-лиге в «Баффало Байзонс». В основной состав «Метс» его вызвали 17 июля. Большую часть сезона 2010 года Тернер провёл в составе «Баффало», в одной из игр реализовав шесть выходов на биту из шести. Вновь в основной состав его вызвали в середине апреля 2011 года. В мае в 23 играх он выбил 23 хита и набрал 20 RBI при показателе отбивания 32,5  %. По итогам месяца его признали лучшим новичком Национальной лиги.
После окончания сезона 2013 года «Метс» не стали предлагать Тернеру новый контракт, и он покинул команду в статусе свободного агента. В феврале 2014 года он подписал контракт младшей лиги с «Лос-Анджелес Доджерс» и был приглашён на весенние сборы клуба. В 15 предсезонных матчах он сыграл на всех четырёх позициях в инфилде, отбивал с показателем 33,3  % и выбил четыре дабла. В середине марта «Доджерс» подписали с ним полноценный контракт.
В регулярном чемпионате 2014 года Тернер провёл 109 матчей, выбив 21 дабл и 7 хоум-ранов. После удачного сезона руководство клуба подписало с ним новый однолетний контракт на 2,5 млн долларов. В 2015 году он провёл 126 игр, установив личный рекорд по числу выбитых хоум-ранов (16). «Доджерс» пробились в плей-офф и в играх дивизионной серии Национальной лиги против «Нью-Йорк Метс» он стал лучшим отбивающим клуба, выбив десять хитов — лучший командный результат с 1981 года. По окончании сезона Тернер перенёс артроскопическую операцию на левом колене. В сезоне 2016 года он установил личный рекорд по числу матчей в регулярном чемпионате (151). Вместе с командой он дошёл до Чемпионской серии Национальной лиги, где «Доджерс» уступили «Чикаго Кабс» в шести матчах.
В декабре 2016 года он подписал с клубом четырёхлетний контракт на сумму 64 млн долларов. В июле 2017 года Тернер выиграл голосование болельщиков, определявшее последнего игрока команды Национальной лиги на Матч всех звёзд. За него проголосовало 20,8 млн человек. «Доджерс» снова вышли в плей-офф и в Чемпионской серии взяли реванш у «Чикаго Кабс», выиграв в пяти матчах. По итогам серии Тернер разделил награду самому ценному игроку с партнёром по команде Крисом Тейлором.
Во время предсезонных сборов перед стартом чемпионата 2018 года Тернер получил травму левого запястья, из-за которой пропустил стартовый отрезок сезона. В августе лг в 25 играх отбивал с показателем 40,2 %, выбив 11 даблов, трипл и 6 хоум-ранов. Результативная серия игрока составила 14 игр. По итогам месяца его признали лучшим игроком Национальной лиги.
На старте чемпионата 2022 года Тернер провёл серию из 26 игр с низким показателем отбивания 16,8 % и всего одним выбитым хоум-раном. Спад завершился 10 мая, после этого до конца чемпионата в 102 играх его эффективность на бите составляла 30,6 %. Несмотря на успешно проведённый сезон, «Доджерс» отказались использовать возможность автоматического продления контракта с заработной платой 16 млн в год, вместо этого выкупив контракт за 2 млн. В январе 2023 года Тернер подписал однолетний контракт с «Бостон Ред Сокс».